# Pico El Buitre
El Pico El Buitre, también llamado Alto de Micanón, es un prominente pico de montaña, con una altitud de 4.610 metros sobre el nivel del mar es una de las montañas más altas en Venezuela. Se encuentra situado en el páramo de Mifafí de la Sierra La Culata en el Estado Mérida, Venezuela. El ascenso se consigue a poca distancia de Apartaderos, siguiendo aguas arriba al río Mifafí.
Forma parte del Páramo de Los Nevados y, situado en el valle de Mifafí, está constituido por terrenos precámbricos de naturaleza granítica y materiales paleozoicos. Al igual que la mayoría de los altos picos Venezolanos, El Buitre carece de glaciar, probablemente en regresión desde los años 1970 y desaparecido por completo a finales de los años 1980.

## Historia
El Pico El Buitre se asienta sobre un prominente macizo observable a varios kilómetros de distancia. Inicialmente, la gran aglomeración de granito estaría carente incluso de nombre. Existen indicios de que los pastores y cazadores nativos que lo percibían lo designaban como «Micanón». Los primeros colonos españoles que lo avistaron desde los páramos andinos e impresionados por el cóndor andino acabarían heredándole el nombre de El Buitre, probablemente por la silueta de su cumbre que mucho simula un buitre sentado sobre una roca.
El primer reporte oficial del ascenso al Pico El Buitre fue en 1910. El cartógrafo Venezolano Alfredo Jahn, encargado de las investigaciones geográficas, botánicas y de geodesia de la cordillera de los Andes, escaló el Buitre el 6 de diciembre de 1910.

## Ubicación
Pico El Buitre se encuentra ubicado a unos 35 km (22 mi) al nordeste de la ciudad de Mérida, la ciudad capital del Estado homónimo. Pico El Buite está en cercana proximidad al Alto de Mucumamó, Pico Los Nevados y Pico Piedras Blancas. Todos de ellos rodean un valle de gran altitud, el Mifafí a aproximadamente 4.200 m s. n. m., localizado en el corazón de la Sierra del Norte o Sierra La Culata. En los mapas topográficos se le conoce a esta región como Hoyo Negro.

## Geografía
El Pico El buitre está situado en un extenso macizo de roca precuaternaria con terrenos subyacentes precámbricos cubiertos por metasedimentos rocosos del paleozóico superior, modificados por la granodiorita de El Carmen, una de las masas graníticas de mayor tamaño características de Los Andes Centrales Venezolanos.  La cumbre tiene una peculiar forma de pirámide rocosa. La vegetación es prácticamente ausente. En la época húmeda se cubre diario de neblina y durante las nevadas suele acumular mucha nieve. La acumulación de nieve es particularmente notoria en El Buitre en vista de su extensa superficie sobre los 4400 m s. n. m., la mayor de su tipo en la Sierra de la Culata. De su falda norte nacen los Torondoy y Chama que a estas alturas aguas arriba es conocido como «quebrada Mifafí». Son estas cuencas, las del Torondoy y Chama, donde se asienta el El Buitre y sus picos vecinos.

## Ascenso
La ruta más frecuente al Piedras Blancas es a través de la estación biológica del cóndor a 4125 m s. n. m., en el valle de Mifafí, a pocos kilómetros de Pico El Águila y no muy lejos de Casa de Gobierno en el carretera Trasandina. Este punto es relativamente aislado pero muy transitado por la actividad biológica relacionada al cóndor andino y lo cercano al contacto humano con el impactante ave. En este punto es posible rentar guías que conducen a breves paseos por el páramo andino de Mifafí sobre mulas o a caballo.

### Campamento Base
Desde el Collado del Cóndor se sigue un camino de tierra suave en dirección al punto conocido como “cerro el Domo”, que es un elevado rocoso a orilla del camino y a unas 3 horas a pie. Este es un sitio frecuente de acampamento para alpinistas de poca experiencia y no aclimatados a la altura o que bien hayan comenzado la ruta a una hora muy tarde. Desde “el Domo” se sigue otras 3 horas de camino hasta el campamento base, llamado también “base del Piedras Blancas” en el alto de Mifafí.
Dos puntos de referencia de una ruta exitosa son unas ruinas de una muralla de piedras y una laguna ambas en la base de Piedras Blancas. El ascenso a El Buitre se hace rodeando la laguna. También se alcanza la cima de El Buitre desde la arista del Pico Los Nevados.